# Кручишоара (Арђеш)
Кручишоара (рум. Crucișoara) насеље је у Румунији у округу Арђеш у општини Коку. Oпштина се налази на надморској висини од 373 m.

## Становништво
Према подацима из 2002. године у насељу је живело 308 становника, од којих су сви румунске националности.